# 男たちの夜…かな!?
男たちの夜…かな!?（おとこたちのよるかな）は、ラジオ関東（現：アール・エフ・ラジオ日本）で放送されていた深夜番組。

## 概要
- パーソナリティは広川太一郎が務めた。広川は番組の放送枠を実際に買い取り、自らがスポンサーとなった。
- 「男たち祭り」などのイベントが催され、リスナー会「アラカルト」が結成された。

## 沿革
- 1973年10月2日 - 『ザ・モーターウィークリー/男達の夜…かな!?』の番組タイトルで放送開始（火曜深夜1時～5時）。スタジオライブやライブハウス中継も含むカントリー・ミュージック中心の生番組だった。
- 1974年11月 - 『ザ・モーターウィークリー』誌の休刊に伴い、冠が取れる。
- 1976年1月 - 殆どの出演者が金曜深夜の番組二部に移動。広川は火曜深夜の一部を一人で担当。広川は自らがスポンサーとなり、番組を存続させた。声優仲間の友情出演が増え、音楽番組色が薄まる。
- 1976年10月 - 会報『男達夜刊』創刊
- 1977年1月 - 伝言ダイヤル（留守番電話による投稿）導入
- 1979年4月(?) - 月曜深夜の3時間に移動。放送枠を縮小
- 1981年9月30日 - ラジオ関東の代表取締役社長（当時）遠山景久の若者向け番組一掃の方針により、高い人気にも関わらず番組は打ち切られた。

## 歴代出演者
- 東理夫
- 伊東きよ子
- 有川ジル
- 立花里香[1]
- 増川のぶ子
- 笹田まゆみ
- 佐藤啓子
- 三田夕雨子（小林夕雨子）
- 清水京子（現・玉井京子）
- 池上季実子
- 大滝裕子
- 三田悠子
- 渡辺靖彰
- マリー・オリギン
- 斉藤守弘
- 横田紀一郎
- 近藤健二

## コーナー
- ギターコーナー[1]
- ショート・ショートコーナー[1]
- 男たち劇場[1]
- LPコーナー[1]